# Tricht
Tricht est un village appartenant à la commune néerlandaise de West Betuwe, dans la province de Gueldre. Le 1er janvier 2006, le village comptait 2 258 habitants.

## Histoire
Autrefois, Tricht avait une gare ferroviaire sur la ligne de chemin de fer reliant Utrecht à Boxtel.
Le village fut très endommagé à la suite d'une tornade de force EF3 le 25 juin 1967.